# Instituto Brasileiro de Relações Internacionais
O Instituto Brasileiro de Relações Internacionais (IBRI) foi o primeiro instituto voltado exclusivamente para o estudo das relações internacionais do Brasil. Criado no dia 27 de janeiro de 1954 no Palácio do Itamaraty (Rio de Janeiro), o Instituto desempenha, desde sua fundação, um importante papel na difusão dos temas ligados a relações internacionais e política externa brasileira. Está sediado no Instituto de Relações Internacionais da Universidade de Brasília (IREL/UnB) e atua em colaboração com instituições culturais ou acadêmicas estrangeiras e nacionais. Mantém um programa de publicações de livros e revistas, destacando-se a Revista Brasileira de Política Internacional. Sua diretoria  é composta por professores do curso de Relações Internacionais da UnB.   

## História
O Instituto foi criado em 1954, em meio a um grande debate nacional em torno do desenvolvimento e das possibilidades de inserção internacional do Brasil. Seus membros fundadores entendiam que era preciso gerar um ambiente de compartilhamento de ideias sobre temas internacionais. Para isso, inspiraram-se em institutos estrangeiros como  Chatham House, Council on Foreign Relations e o Centre d'études de politique étrangère.
Por manter um caráter independente e sem vinculação formal a partidos e governos, o Instituto Brasileiro de Política Internacional sempre dispôs de recursos escassos. Era sediado na Fundação Getúlio Vargas do Rio de Janeiro, onde ocupava duas salas. Os financiamentos vinham das subvenções públicas e de doações da iniciativa privada. Esse cenário mudou com o lançamento da Revista Brasileira de Política Internacional, em 1958. 
Originalmente a revista foi intitulada de "Política Internacional", mas esse título não identificava a nacionalidade da revista. A criação da RBPI, prevista desde a fundação do IBRI, tornou-se a ideia mais bem-sucedida do Instituto. Originalmente inspirada por revistas como Foreign Affairs, International Affairs e Politique Étrangere, a revista, no entanto, desenvolve características próprias, concentrando-se prioritariamente em temas ligados à política externa brasileira e em questões ligadas aos interesses do Brasil. Torna-se, assim,  um meio de divulgação de ideias e da agenda política do Ministério de Relações Exteriores. A ascensão da revista aumentou seu contato com o público interessado em questões de política internacional, de modo que seu núcleo de assinantes se localizava no MRE.
Com a ditadura militar, ocorre uma debandada dos membros do Instituto, sem o ingresso de novos membros, o que deixou o IPRI em um estado letárgico. A  publicação da RBPI não cessou, mas não se tornaram incomuns mudanças na periocidade da revista por conta da falta de subvenções do Estado. Um de seus diretores, Cleantho de Paiva Leite, arcou pessoalmente com os gastos do Instituto e permitiu a manutenção da revista.
O Instituto Brasileiro de Relações Internacionais se manteve no Rio de Janeiro até o 1992, quando se transferiu para Brasília. Sob os cuidados do Instituto de Relações Internacionais da Universidade de Brasília, a RBPI foi publicada a partir do volume 36 no ano de 1993, e deixou de ser trimestral para ter a periocidade semestral.
A criação do IBRI está diretamente associado com a profissionalização do corpo de funcionários do Estado durante a década de 1950. Na época, um grupo de intelectuais preocupados com os rumos do processo de modernização Brasil começou a se reunir no Parque Nacional de Itatiaia, na fronteira entre os estados do  Rio de Janeiro e São Paulo. O autodenominado "Grupo de Itatiaia" buscava problematizar as questões econômicas, políticas e sociais brasileiras da época.
Esse grupo está diretamente associado com à formulação da ideologia do nacionalismo daqueles anos. No início da década de 50, membros do grupo criaram o IBESP - Instituto Brasileiro de Economia, Sociologia e Política. Como forma de divulgação de suas ideias, o grupo lançou os Cadernos do Nosso Tempo, que trouxeram grandes contribuições na análise sociológica, política e econômica do Brasil.Ainda que não tratasse diretamente da área internacional, os Cadernos do Nosso Tempo podem ser considerados predecessores da Revista Brasileira de Política Internacional, pois boa parte das matérias publicadas tratava de análises da política internacional do período.
Os membros desse grupo tinham posicionamentos e formações distintas. Além de Helio Jaguaribe, diretor do IBESP, fizeram parte intelectuais como Alberto Guerreiro Ramos, Juvenal Osório Gomes, Moacir Félix de Oliveira, Carlos Luís Andrade, Cândido Mendes de Almeida, Ewaldo Correia Lima, Heitor Lima Fábio Breves, João Paulo de Almeida Guimarães e Oscar Lorenzo Fernandes.
Os membros do IBESP ajudaram na criação do Instituto Superior de Estudos Brasileiros (ISEB), em 1955, durante o governo Café Filho. O ISEB tornou-se um think tank dedicado à promoção do nacionalismo econômico e da modernização das estruturas políticas e sociais do Brasil. O pensamento dos seus membros acerca do desenvolvimento convergia  com o de outras instituições da época, como o Instituto Brasileiro de Administração Municipal (IBAM) e o Instituto Brasileiro de Relações Internacionais (IBRI). Todas essas organizações se relacionavam, sobretudo porque seus membros muitas vezes pertenciam a mais de uma delas (ou às três). Por serem os seus membros funcionários do Estado ou personalidades públicas, cada uma dessas instituições possuía um nível diverso de interação com o aparelho estatal. O IBRI continuava possuindo uma personalidade institucional distinta do Estado, pois não se envolvia na agenda de política externa do país. Seu grande empreendimento seria um programa de publicações que refletissem a conjuntura internacional, que desde essa época, oferecia desafios para o Brasil. A análise de riscos de uma nova ordem e das possibilidades dela decorrentes até hoje é tratada na revista.
Já o ISEB teve uma trajetória curta, sendo dissolvido pelo regime militar, em abril de 1964. No entanto, seus quadros continuaram a atuar em outras instituições, na elaboração teórica das questões relativas ao desenvolvimento nacional.  

### Diretores
- Oswaldo Trigueiro: consolidou o IPRI e a RBPI convidando colaboradores de diferentes vertentes políticas.
- Henrique Valle: dividido entre suas funções no Instituto Brasileiro de Relações Internacionais e no Itamaraty, aconselhou a mudança da editoria da RBPI para Brasília, celebrando convênio com a recém inaugurada UnB, mas esse plano foi postergado.
- José Honório Rodrigues: foi o responsável por introduzir, na Revista brasileira de política internacional,  a publicação de edições temáticas.
- Cleantho de Paiva Leite: conseguiu subsídios do governo e doações da iniciativa privada, além de contribuições pessoais, para manter a RBPI e realizou transformações na estrutura da revista.